# Disophrys nigronotata
Disophrys nigronotata är en stekelart som beskrevs av Granger 1949. Disophrys nigronotata ingår i släktet Disophrys och familjen bracksteklar. Inga underarter finns listade i Catalogue of Life.